# Caiuby
Caiuby Francisco da Silva (São Paulo, 14 de julio de 1988), conocido comúnmente como Caiuby, es un futbolista brasileño que juega como centrocampista en el E. C. São Bernardo.

## Carrera

### Inicios de su carrera
Caiuby empezó jugando al fútbol en su país natal en el club Ferroviária en donde hizo las categorías inferiores. Luego pasó por clubes en donde no logró afianzarse como el São Paulo FC, SC Corinthians, Guaratinguetá y AD São Caetano.

### Alemania
El 29 de agosto de 2008 se unió al VfL Wolfsburgo, procedente del Guaratinguetá con un contrato hasta 2013. El 20 de julio de 2009, el MSV Duisburgo de la 2. Bundesliga confirmó que fichaba al futbolista de 21 años de edad en calidad de cedido por el VfL Wolfsburgo por un año. Él jugó su primer partido en un amistoso contra el Club Brujas. Después de que su préstamo terminó, volvió al VfL Wolfsburgo, pero no pudo establecerse. En enero de 2011 fue cedido de nuevo, pero esta vez ante el FC Ingolstadt 04, que luego lo contrataría como jugador libre.
Finalmente en el año 2014 el F. C. Augsburgo adquirió sus servicios por un total de un millón de euros. 

## Clubes
| Club                         | País     | Año       |
| ---------------------------- | -------- | --------- |
| Ferroviária                  | Brasil   | 2005-2006 |
| São Paulo F. C.              | Brasil   | 2007      |
| S. C. Corinthians            | Brasil   | 2007      |
| Guaratinguetá                | Brasil   | 2008      |
| A. D. São Caetano (cedido)   | Brasil   | 2008      |
| VfL Wolfsburgo               | Alemania | 2008-2012 |
| M. S. V. Duisburgo (cedido)  | Alemania | 2009-2010 |
| F. C. Ingolstadt 04 (cedido) | Alemania | 2011-2012 |
| F. C. Ingolstadt 04          | Alemania | 2012-2014 |
| F. C. Augsburgo              | Alemania | 2014-2019 |
| Grasshoppers (cedido)        | Suiza    | 2019      |
| F. C. Ingolstadt 04          | Alemania | 2021      |
| A. O. Kavala                 | Grecia   | 2022      |
| Türkgücü Múnich              | Alemania | 2022-2023 |
| C. A. Patrocinense           | Brasil   | 2024      |
| S. C. Aymorés                | Brasil   | 2024      |
| E. C. São Bernardo           | Brasil   | 2025-     |

## Palmarés

### Títulos nacionales
| Título        | Club           | País     | Año  |
| ------------- | -------------- | -------- | ---- |
| 1. Bundesliga | VfL Wolfsburgo | Alemania | 2009 |